# Pedro Ignacio Meza
Pedro Ignacio Meza (o Mesa) fue un marino paraguayo que comandó la armada de su nación en los primeros años de la Guerra de la Triple Alianza hasta su muerte en combate acaecida en la Batalla del Riachuelo.

## Biografía

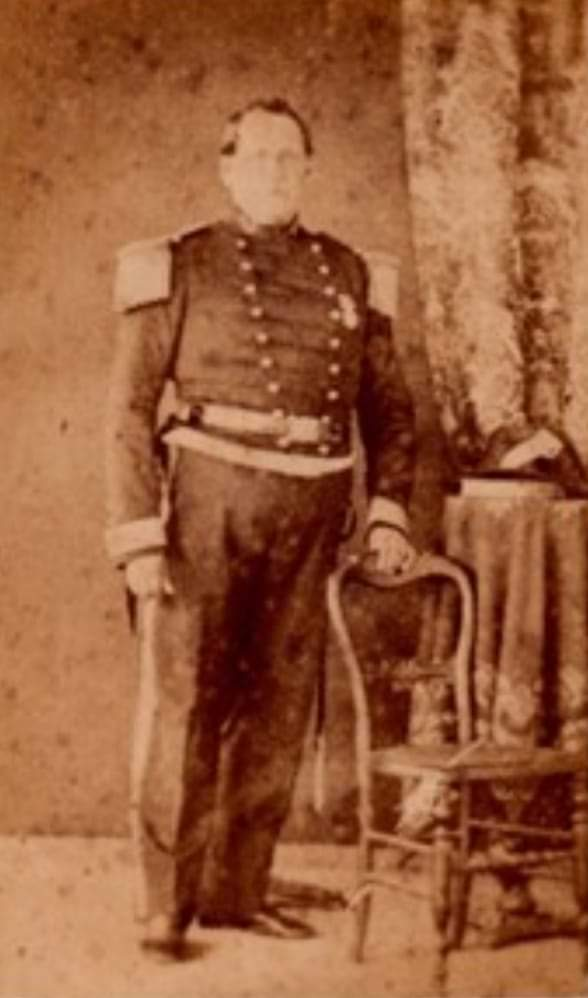
El comodoro Ignacio Meza.

Nació en Asunción del Paraguay en 1813.
Ingresó a las fuerzas armadas de su país como soldado de artillería. En 1841 fue ascendido a cabo del arma y en 1844 a sargento.
En 1845 fue asignado a la Artillería de la Marina, recientemente creada, y al siguiente año fue puesto al mando de la sumaca Independencia del Paraguay con el grado de subteniente.
Tras participar de la expedición al Chaco de 1846, comandada por el teniente coronel de ingenieros Francisco Wisner de Morgenstern, húngaro al servicio del Paraguay, en 1847 fue ascendido al grado de teniente de navío y designado comandante de la goleta República del Paraguay.
En 1850 fue puesto al mando de la balandra Marte y en 1854 fue designado comandante del vapor Río Blanco y de la escuadra de su país.
En 1857 fue promovido a capitán de corbeta y asumió el mando directo del vapor Tacuarí, nave insignia de la flota.
En 1858 fue ascendido al grado de capitán de fragata. En 1859 condujo con el Tacuarí al general Justo José de Urquiza desde Asunción a Paraná (Argentina) (tras su mediación en el conflicto del Paraguay con los Estados Unidos de América), y posteriormente al entonces Ministro de Guerra Francisco Solano López en su mediación entre el Estado de Buenos Aires y la Confederación Argentina.
En 1863 cedió el mando del Tacuarí al teniente 1.º Remigio Cabral.
Iniciada la guerra con Brasil comandó en 1864 la flota paraguaya en la campaña del Mato Grosso.
Estuvo al mando de la escuadra que el 13 de abril de 1865 capturó frente a Corrientes los vapores argentinos 25 de Mayo y Gualeguay, hecho que desencadenó la intervención Argentina en el conflicto. Iniciada la invasión paraguaya de Corrientes transportó la División del general Wenceslao Robles que ocupó esa ciudad.

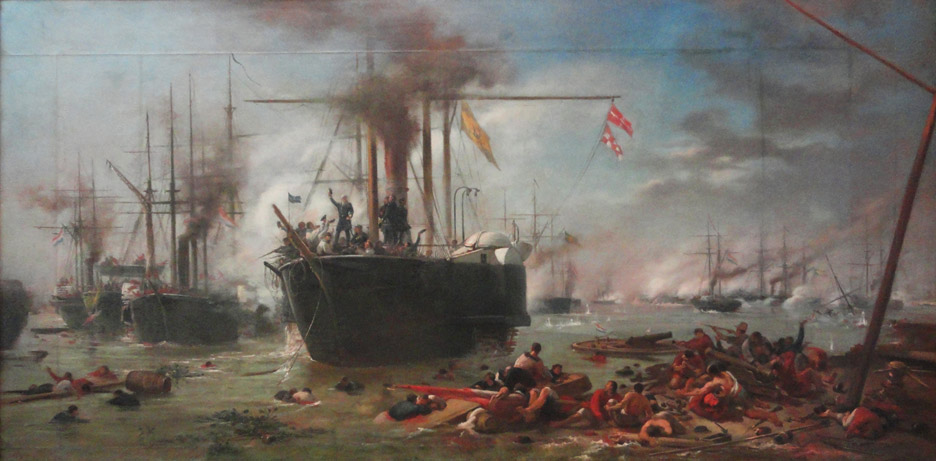
La batalla del riachuelo,por Víctor Meirelles.

Comandó la escuadra paraguaya en la batalla del Riachuelo el 11 de junio de 1865. Durante el combate fue gravemente herido al abordar al vapor enemigo Parnahyba, falleciendo cuatro días después en el hospital de la Fortaleza de Humaitá con el grado de Comodoro con que fue honrado por su gobierno, probablemente tras la captura de los vapores en Corrientes.
Un testigo lo relata así: «Entre los comensales están… Pedro Ignacio Meza, comodoro de la armada, algo cargado de carnes y muy ancho de hombros, llevando como con desgano y negligencia su uniforme de marino...».